# Hydraena ciliciensis
Hydraena ciliciensis är en skalbaggsart som beskrevs av Manfred A. Jäch 1988. Hydraena ciliciensis ingår i släktet Hydraena och familjen vattenbrynsbaggar. Inga underarter finns listade i Catalogue of Life.